# Типи та види бюстгальтерів
Оскільки всі груди різні, існує значна кількість дизайнів бюстгальтера для різних тіл, потреб та ситуацій. Їх зручність, конструкція, форма, функціональність, ступінь закритості, вигляд, матеріали варіюють у широких межах. Деякі бюстгальтери виконані для базової фіксації та прикриття грудей, інші розраховані на спортивні навантаження, пристосовані до грудного вигодовування, декоровані як еротична білизна, для танцю живота, весільної ночі. Немає стандартного розподілу бюстгальтерів за дизайном та зовнішнім виглядом. Велика кількість бюстгальтерів виконує кілька функцій, наприклад, балконет може бути виконаний із прозорого матеріалу.

## Шви та крій
Різні форми та розміри грудей вимагають різного крою бюстгальтера. Рішенням цього завдання є розташування швів.

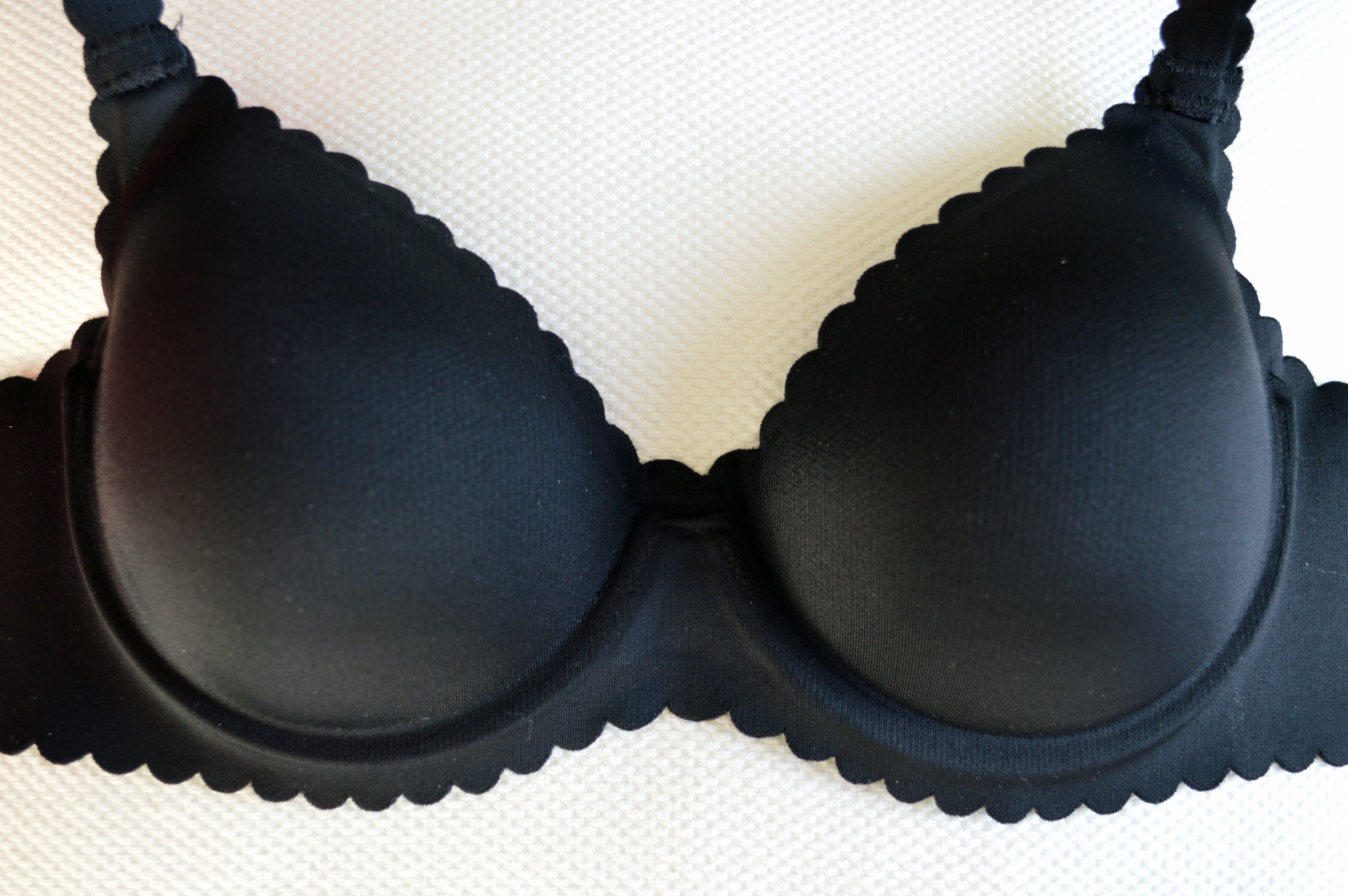
Безшовний бра Plunge (з зануренням)

Безшовний бюстгальтер (Seamless) непомітний під одягом, бо має суцільну конструкцію: пояс, чашечки та лямки викроєні одним елементом. Може мати пуш-ап вставки та виготовляється для усіх розмірів.
- Contour (контурний бюстгальтер, формовані чашчки) іноді мають кісточки. Чашки безшовні, попередньо сформовані з піни або підкладки, що допомагають підтримувати форму. Є види: повна чашка, напівчашка, пуш-ап та ін.[3] Підходить для асиметричними грудей — до 25% жінок мають такі[4]— чи збільшених сосків, сосків різної форми тощо.

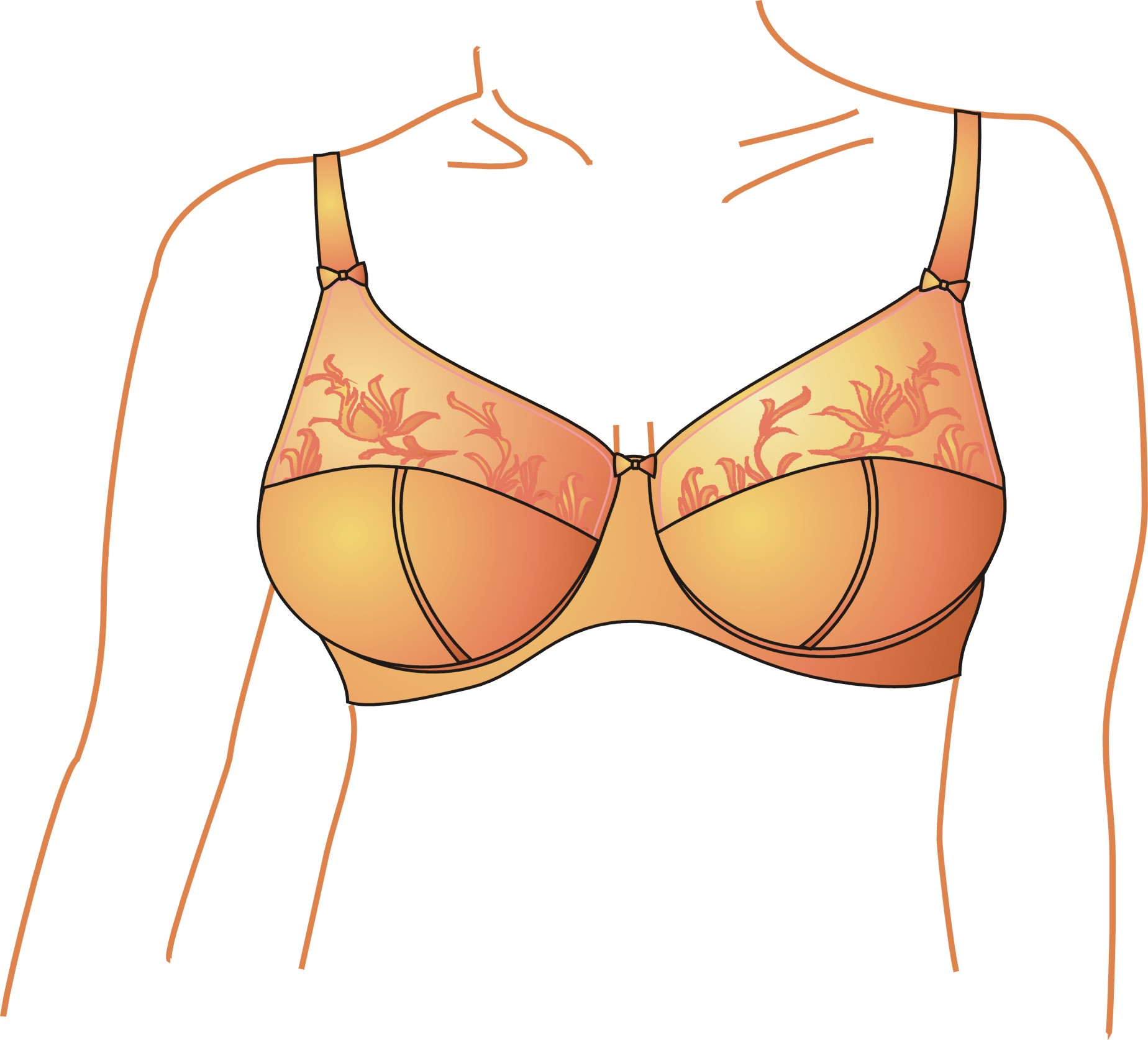
Повністю закритий бра

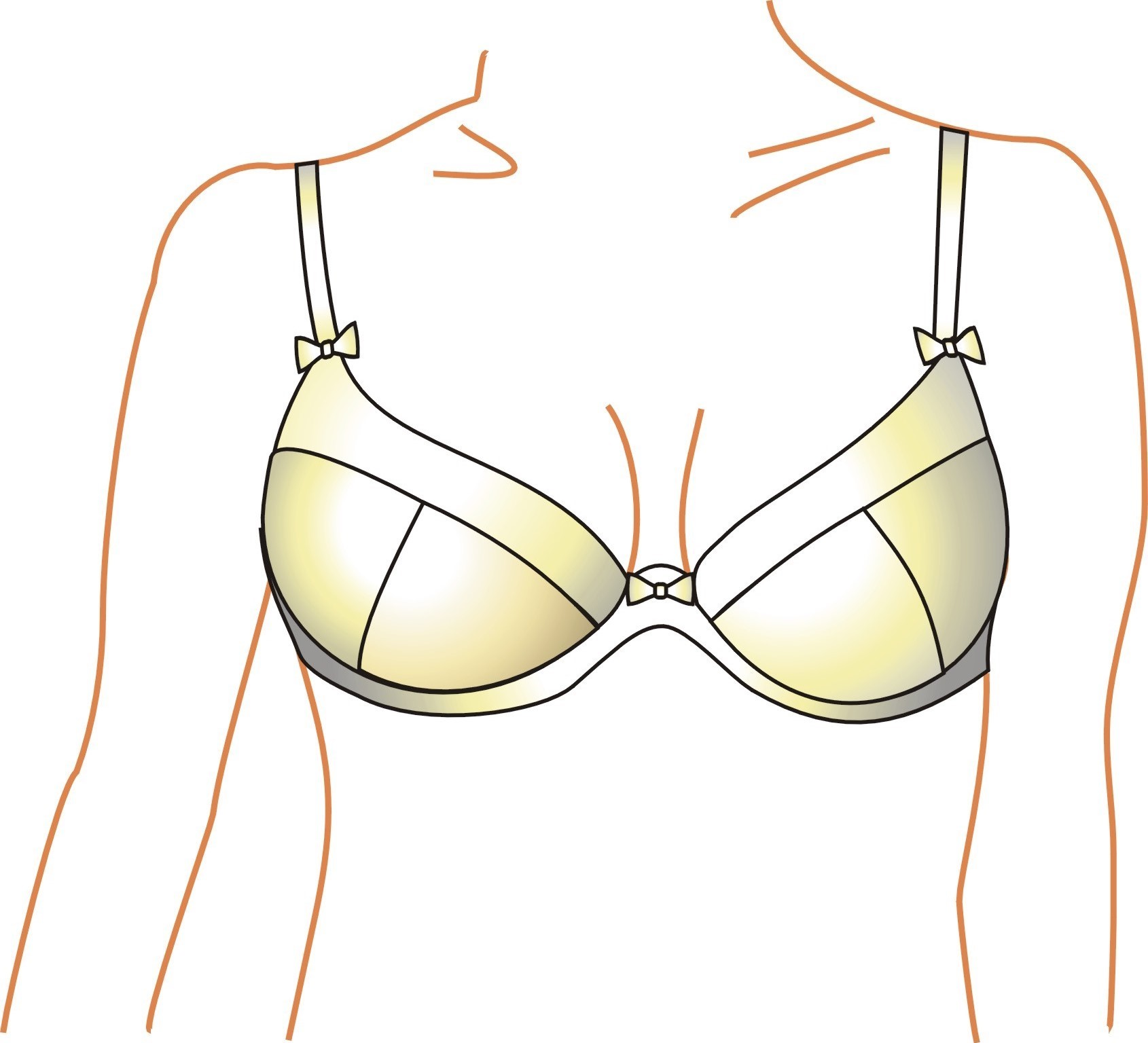
Бра з зануренням

Бюстгальтер зі швами. Бюстгальтер із горизонтальними швами рекомендується для жінок із широкими грудьми. Для вузьких грудей зручнішим буде бюстгальтер із вертикальними швами. Діагональний шов зазвичай використовують для підняття грудей. Великим грудям потрібна хороша підтримка, тому у всіх бюстгальтерах великих розмірів на чашках є два перпендикулярні шви.
Шви повинні мати ті ж якості, що й матеріали, які вони сполучають. Наприклад, якщо матеріал еластичний, то і шви повинні мати еластичність. Крім того, використовувані у швах нитки й матеріал повинні мати однакові властивості у догляді. Шви повинні бути максимально плоскими, стійкими на розрив і знос. Якість готового виробу сильно залежить від якості швів.
- Бюстгальтери з надплоскими швами шиються з використанням новітніх розробок текстильної індустрії. Шви непомітні й не відчуваються. Чашки виготовляються з дубльованого трикотажу. Такі бюстгальтери можуть служити альтернативою безшовним.

- Бюстгальтер на каркасі (з «кісточками»). В низ кожної чашки вшита пружна дужка, яка фіксує грудь, пристосовуючись до руху тіла. Дужки можуть мати різну форму залежно від моделі й корекційних завдань. Положення швів у бюстгальтері визначається тими ж функціями, що й у бюстгальтері зі швами.

## Рівень відкритості

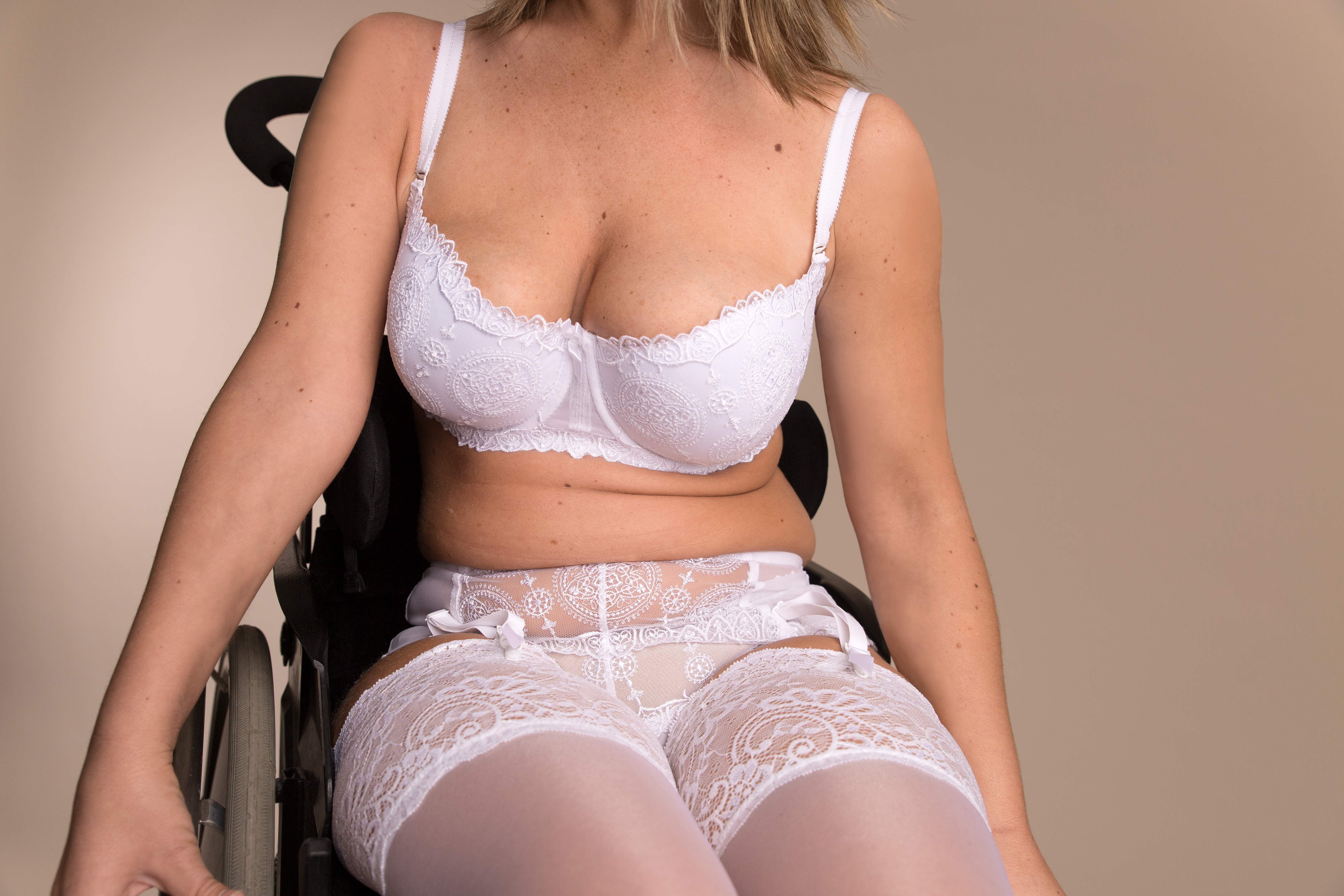
Балконет

Повністю закритий бюстгальтер (Full Coverage): чашки повністю закривають груди і, плавно звужуючись, переходять у бретелі (які кріпляться по центру грудей), утворюючи V-подібне декольте.  
- Full cup. Закриті чашки на кшталт майки чи сукні, V-подібний виріз поєднується з лямками. Забезпечують інтенсивну підтримку грудей, підходять для великих грудей, мастоптозу, втрати пружності.
- Full support (бюстгальтер повної підтримки), full figure[5] або plus-size[6] (повнорозмірний). Практичного дизайну, забезпечує максимальне закриття та підтримку для великих грудей.[5]

Демонструючий бюстгальтер (Demi Cup, «відкриті чашки», напів-бюстгальтер чи shelf bra) — чашки прикривають груди наполовину (до 3\4), піднімають їх і створюють улоговинку між грудьми. Більшість Demi Cup розроблено з невеликим нахилом, що зміщує груди до центру. Шлейки кріпляться по зовнішньому краю чашок. Використовуються короткі кісточки у формі малих «U» під чашкою. Підходить для одягу з великим вирізом. Порівнюються з балконетом та з повною чашкою. Зустрічається двох видів:
- Сміливий виріз або бюстгальтер-занурення (Deep Plunge, Plunge, U-plunge): чашки зрізані діагоналлю від плеча до грудини і сполучені між собою маленькою перетинкою. дозволяє занизити та збільшити декольте. Виконується з кутовими чашками та заниженою центральною частиною. Бретелі на плечах розташовані широко. Використовується з глибоким декольте.[3] На відміну від пуш-апів, не мають великих підкладок.[5]

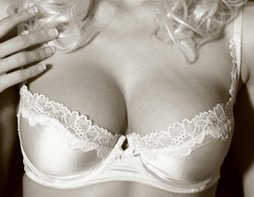
Балконет

- БалконетБалконет (Balconette) або shelf bra (бюстгальтер-полиця): чашки зрізані горизонтально і формою нагадують балкон. Піднімає груди, варіюючи від напів прикривання до повністю відкритих грудей. Створює враження замалого бюстгальтера, хоча відмінно підтримується каркасом. Зазвичай бретелі можуть відстібатися. Для великого бюста не є зручним, не утримуючи форму грудей. Уперше створений у США приблизно в 1938 році та став використовуватись в основній моді з 1950-х.

## Каркасність

### Бюстгальтери без кісточок

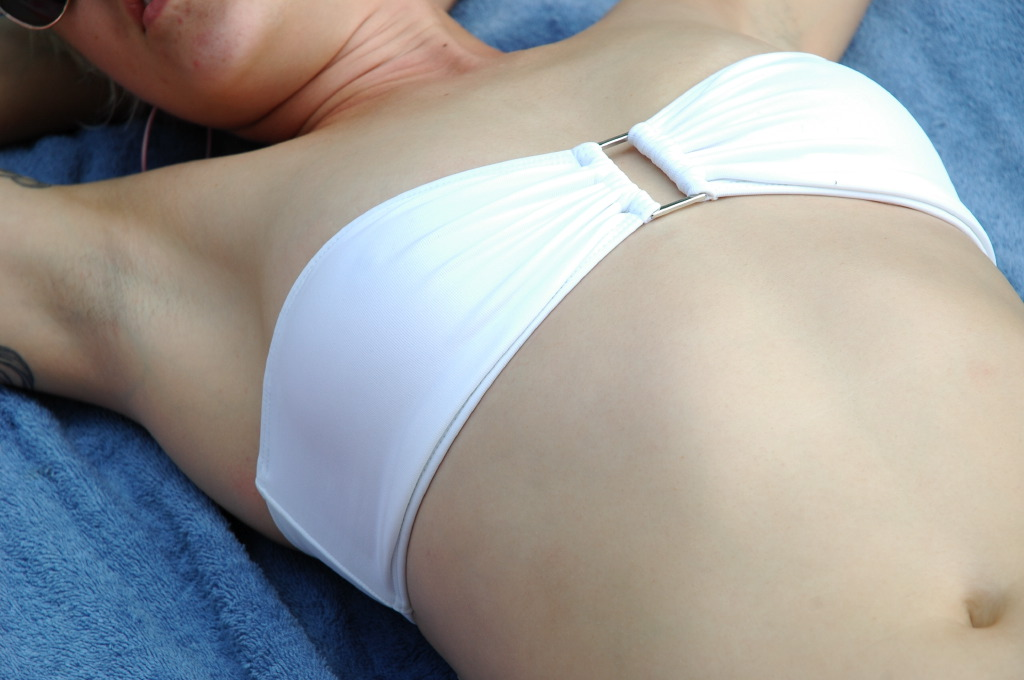
Бандо-купальник

Бандо (бюстгальтер-повязка без бретельок): суцільна смуга тканини, що закриває груди подібно до вузького топа. Підходить для великих та малих грудей, хоча підтримує незначно. Одягається як спідня білизна, купальник та як основний одяг. Виготовляється як із мережива, так і з котону та поліестеру. 
Бралет (Bralette) — легкий бюстгальтер без кісточок та підкладки простого дизайну з м'якою чашечкою. Підходить для малих грудей та дівчат в пубертаті, часто використовується дівчатками як тренувальний бюстгальтер. Іноді продаються вшитими у жакет.
Спортивний бюстгальтер (Sports bra, Athletic) розроблений для підтримки та мінімізації руху грудей під час тренувань. Підвиди варіюються від йоги до бігу. Зазвичай виготовляються з еластичного, адсорбційного матеріалу, такого як лайкра, та призначені для відведення поту зі шкіри для зменшення її роздратування.
- Racerback. Шлейки на плечах утворюють подобу літер «V» чи «Т» між лопатками[6], що надає додаткову підтримку. Можуть декорувати одяг з відкритою спиною (топи, майки).[5]. Більшість спортивних бюстгальтерів використовуються такий вид для більшої підтримки та фіксації грудей.

Бюстгальтери для сну дуже м'які, еластичні та зручні, але не забезпечують сильної підтримки. Деякі жінки з великими грудьми почуваються більш зручно, сплячи у бюстгальтері. З малими грудьми можна носити бюстгальтер для сну щодня.

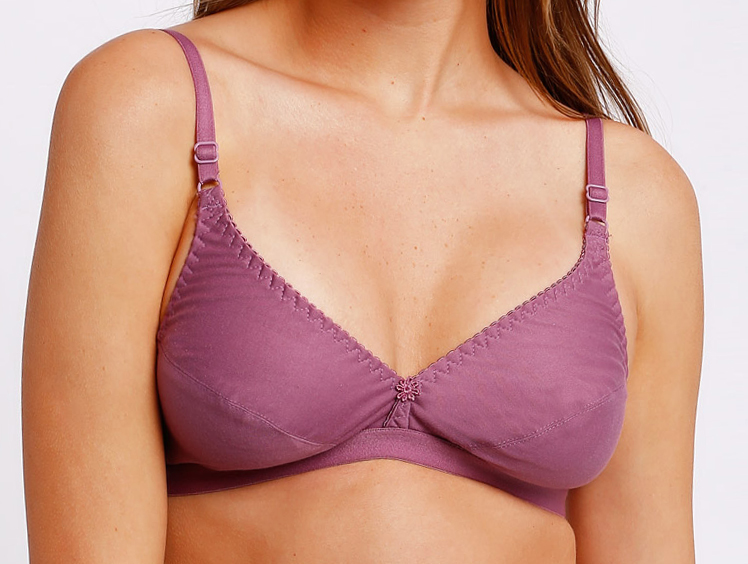
Бюстгальтер із м'якою чашкою (soft-cup)

Бюстгальтер із м'якою чашкою (Soft cup) не використовує кісточки. Традиційно вважається, що такі бюстгальтери пропонують менше підтримки, ніж моделі з кісточками, однак сьогодні це компенсується перехресними решітками, що піднімаються знизу чашки не більш ніж на половину її висоти, та набивкою чи підкладкою чашки двошаровим литим або зшитим матеріалом.
Бюстгальтер-футболка (T-shirt) виконується без швів, гачків чи інших деталей для непомітності під одягом, що щільно прилягає. Чашки можуть бути заповнені піною або поліфілом для маскування сосків. Порівняйте з contour bra.
Бюстгальтер-куля (Bullet) з повною підтримкою і чашками у формі параболоїдів з осями, перпендикулярними до грудної клітки. Зазвичай має концентричні кола декоративного прострочування з центром на сосках. Винайдені у 1940-х, вони були модними до 1980-х.

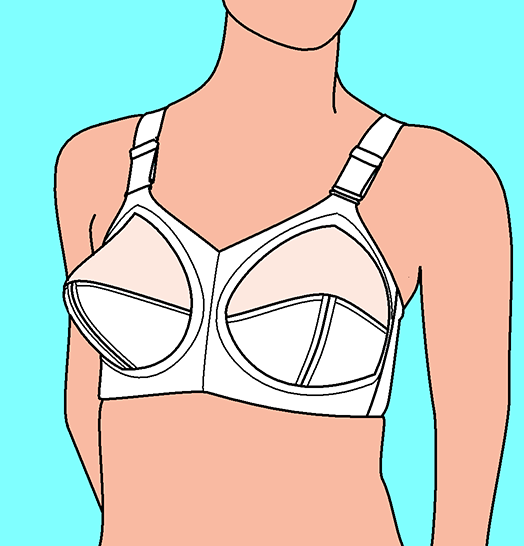
Куля: класичні non-wired full-coverage bra

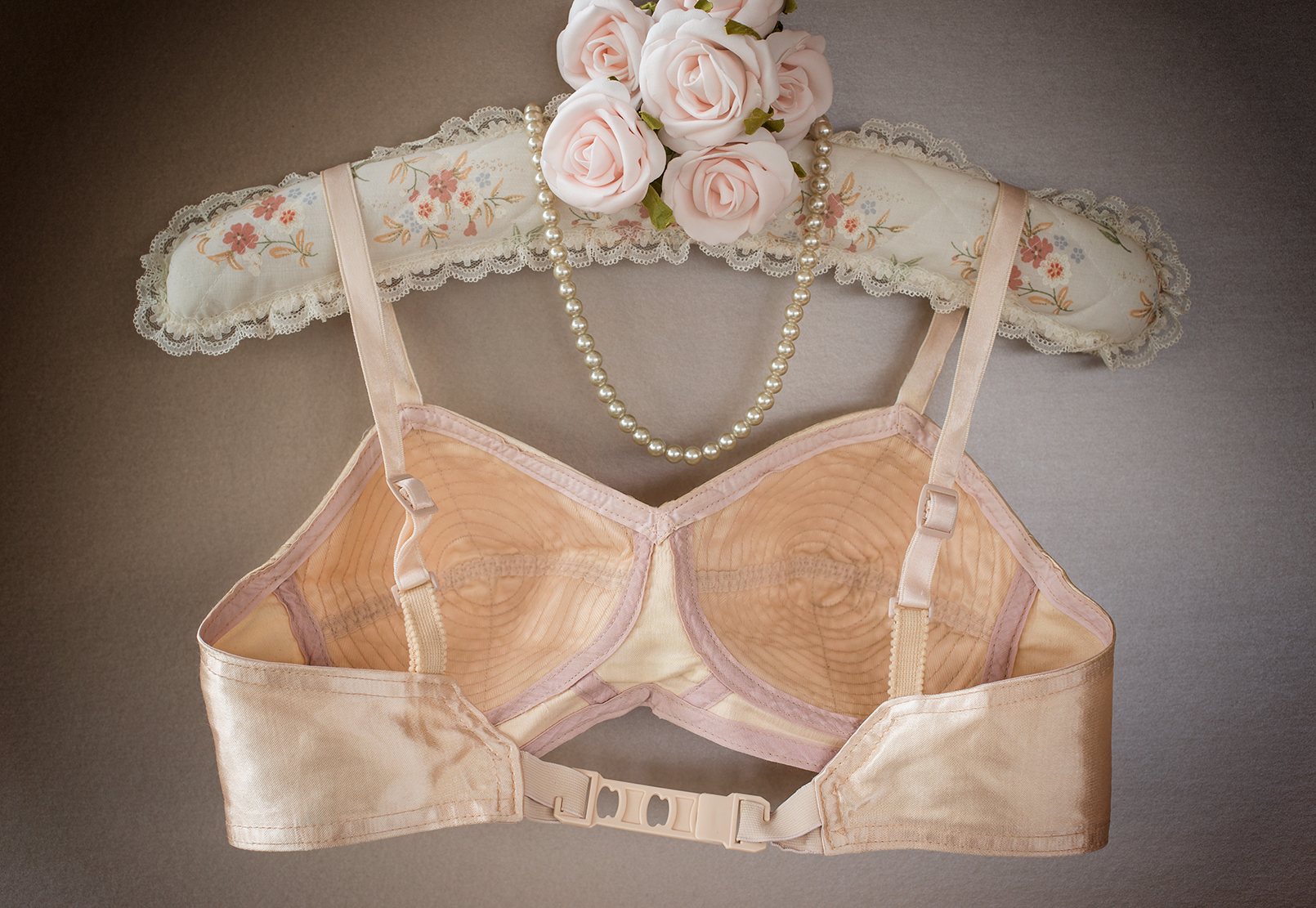
Бюстгальтер-куля, 1950-ті

### Бюстгальтери з кісточками
Бюстгальтер з кісточками (Underwire bra). Більшість конструкцій бюстгальтерів м тонкі напівкруглі смуги з жорсткого матеріалу, що допомагають підтримувати груди. Кісточки виготовляються з металу, пластику або гуми і вшиті в тканину під кожною чашкою від грудини до пахв.
Анжеліка має низьку форму твердих з кісточками чашок, тонкі рознесені бретелі. Це робить ліф непомітним та дозволяє носити одяг з відкритою спиною. Підходять для будь-якого розміру грудей.

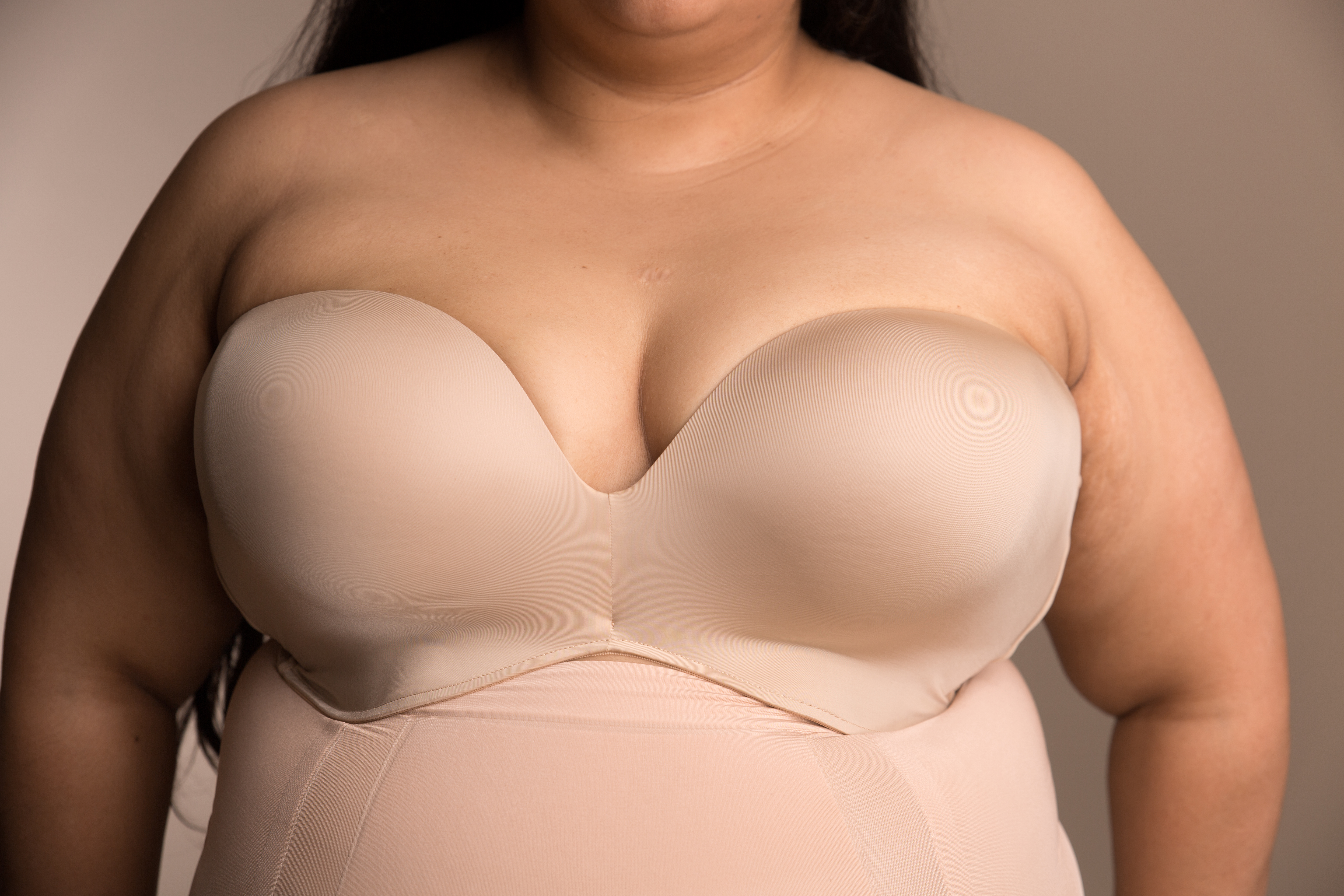
Безшовний пушап без бретелей

Бюстгальтер без бретелей (Strapless) виконує підтримку завдяки достатньо жорсткій конструкції. Для великого бюсту не рекомендуються. Хоча можна вибрати бюстгальтер із силіконовими смугами по краю чашок, завдяки яким він краще прилягає до тіла. Більшість виконані у формі «балконета» або «сміливого вирізу».
Бюстгальтер з «плаваючими» бретелями (Racerback), що можуть відстібатися як спереду, так і ззаду. Завдяки цьому їх форму і розташування можна варіювати, відкриваючи спину, груди або плечі. Наприклад, можливо повністю оголити спину, спустивши бретелі через плечі по спині, перехрестивши в області талії і застібнувши на талії спереду.
Front-closure (бюстгальтер із передньою застібкою). Бюстгальтер з однією, нерегульованою застібкою, розташованою спереду між грудьми. Як правило, застібки пластикові чи виготовлені у вигляді блискавки. Підходять для грудного вигодовування та при обмеженнях мобільності.
Strapless (бюстгальтер без бретельок) використовуює ряд методів для підтримки, зокрема довших кісточок, що охоплюють більшу частину грудей, чашки з додаванням набивок та деталей із формами. Використовується з верхнім одягом з оголеним плечем, наприклад вечірніми сукнями. Деякі змінні бюстгальтери дозволяють повністю прибрати бретельки. Може мати гумові або силіконові намистини всередині верхнього краю чашки для приєднання до грудей.
Бюстгальтер-липучка (Adhesive) виконується із силікону, поліуретану чи подібних матеріалів. Приєднується до нижньої сторони грудей за допомогою медичного клею. Деякі моделі мають по окремій частині для кожної груді. Дає невелику підтримку та може бути використаний обмежену кількість разів.

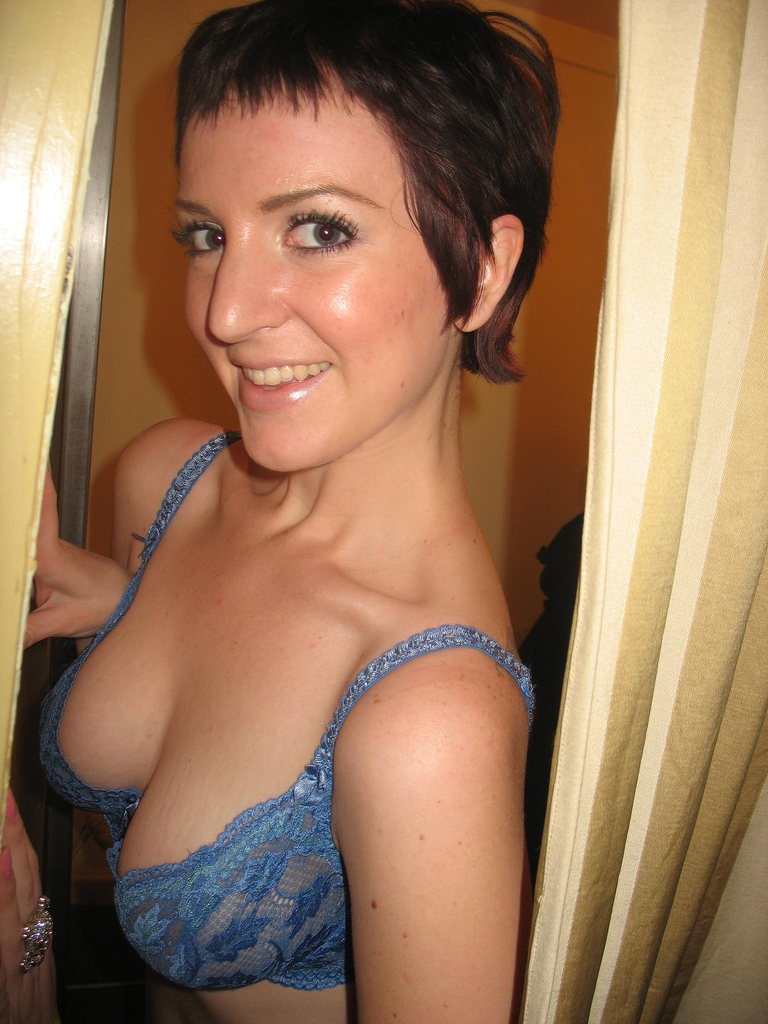
Бюстгальтер з півчашками

Built-in (вбудований бюстгальтер). Іноді описується як бюстгальтер-полиця, хоча й зовсім несхожий на shelf bra. Являє собою складову натільного одягу, такого як купальник або майка. Деякі вбудовані бюстгальтери знімні. Вони забезпечують підтримку приблизно як бюстгальтер без бретельок, хоча деякі мають форму з чашечками та кісточками.
Convertible (змінний бюстгальтер): знімні шлейки переставляються залежно від верхнього одягу. Варіанти носіння шлейок: класичні через плече, хрест-нахрест, через шию, без бретельок, на одне плече.

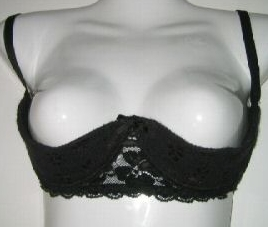
Безчашковий бюстгальтер-полиця (cupless shelf bra)

Long-line. Завдяки розміру від грудей до талії додатково згладжує тулуб. Підтримка розподіляється по всьому тулубу, а не тільки на плечі. Має багато застібок, подібний до корсету.

## За специфічними функціями
Training bra (тренувальний бюстгальтер). Призначений для дівчат-підліток під час телархе. Зі збільшенням грудей дівчата носять звичайні бюстгальтери менших розмірів, від 30AAA до 32B. Більшість із них— із м'якими чашечками. Також як тренувальні використовують bralette.
Maternity (бюстгальтер для вагітних) зручний, еластичний, безшовний, без кісточок та підлаштовується під зміну розміру.

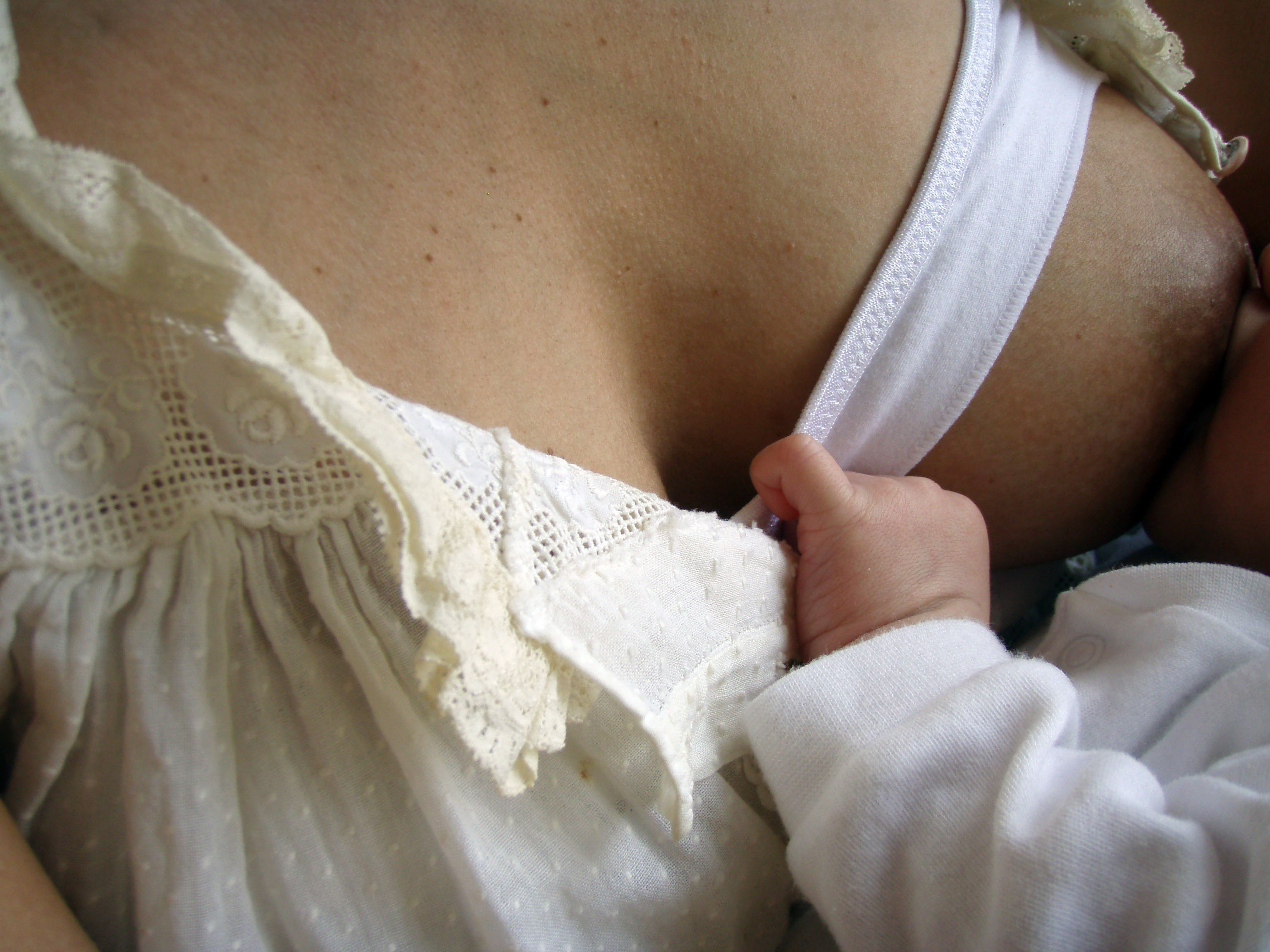
Бюстгальтер годувальниці

Nursing bra (бюстгальтер для грудного годування). Тверда чашка (розстібається або ні), застібка спереду та щільна підкладка на чашках, аби заподіяти протіканню молока. Добре підтримує та забезпечує зручність годування.
Posture (бюстгальтер для постави) для вироблення правильної постави.
Mastectomy (бюстгальтер при мастектомії) розроблений для підтримки грудних протезів.
Пуш-ап (Push-Up) піднімає та зближує груди, створюючи ілюзію їх збільшення. Фасони з пуш-ап ефектом бувають різні – від бралетів до бюстьє.
- Padded (м'які бюстгальтери). Розроблені для збільшення бюсту та улоговинки між грудьми. Підкладки чашок потовщені й збільшені вставками чи наповнювачем з піни по всій чашці. Підтримують груди, але, на відміну від пуш-ап бюстгальтерів, не збільшують улоговину значно.[7] Аналогічні за характеристиками водяні бюстгальтери.
- Аква-бра (Aquabra) Water (водяний бюстгальтер, із рідиною чи гелевий) — ушита подушечка, наповнена водою чи гелем, щоб збільшити об'єм. Бувають часто дуже важкими. Air bra (повітряний бюстгальтер) використовує аналогічну ідею.

Мінімайзер (Minimizer) розроблений для зменшення та зміни форми грудей.
Male bra (чоловічий бюстгальтер) використовується чоловіками з гінекомастією. Зазвичай призначений для приховування грудей, а не для підйому та підтримки.

## Еротичні бюстгальтери
Novelty (бюстгальтер-новинка) може включати незвичайні матеріали, такі як шкіра або пір'я, має незвичайний дизайн, містить отвори, що відкривають сосок чи ареолу. Зазвичай виготовляється з лайки, нейлону, поліестеру, атласу, мережива та шовку. Еротична білизна.
Sheer (прозорий бюстгальтер) виготовлений з напівпрозорого матеріалу, крізь який видно соски та груди загалом.
Cupless (бюстгальтер без чашок). Замість чашок виріз, груди лежать на каркасі.

## Див.також
- Спідня білизна